# 比濁法
比浊法（名称源自浊度）是在悬浮颗粒的散射效应下所导致的透射光强度下降的测量过程。光穿过滤光器，产生已知波长的光，然后穿过含有溶液的比色皿。光电管收集穿过比色皿的光，然后测量所吸收的光量。 
比浊法可用于生物学中对悬浮液中的细胞计数。 濁度，是由散射和吸收波長的輻射引起的懸浮液光學外觀的表達。光的散射是彈性的，因此入射輻射和散射輻射具有相同的波長。濁度計測量向前穿過流體的輻射量，類似於吸收分光光度法。比濁法標準品是將5克硫酸肼 (2+) (N2H4H2SO4) 和50克六亚甲基四胺溶解在1升蒸馏水中，定义为4000 比浊法浊度单位 (NTU) ，应用水的测定、药品和饮料的澄清度、实验室免疫分析，在测量低水平抗原抗体免疫测定的灵敏度方面，比浊法比浊度法几乎没有优势。抗原过量和基质效应是所遇到的限制。

## 免疫比浊法
免疫比浊法是臨床化學廣泛診斷領域的重要工具。它用於測定經典臨床化學方法無法檢測到的血清蛋白。免疫比濁法使用經典的抗原抗體反應。抗原-抗體複合物聚集形成顆粒，可以通過光度計進行光學檢測。

## 也可以看看
- 比色法
- 浊度